# Милтон (Северна Дакота)
Милтон (енгл. Milton) град је у америчкој савезној држави Северна Дакота.

## Демографија
По попису из 2010. године број становника је 58, што је 27 (-31,8%) становника мање него 2000. године.
| Група             | 2000.      | 2010.      |
| Белци             | 75 (88,2%) | 56 (96,6%) |
| Афроамериканци    | 0 (0,0%)   | 0 (0,0%)   |
| Азијати           | 0 (0,0%)   | 0 (0,0%)   |
| Хиспаноамериканци | 3 (3,5%)   | 0 (0,0%)   |
| Укупно            | 85         | 58         |